# 호텔 카페

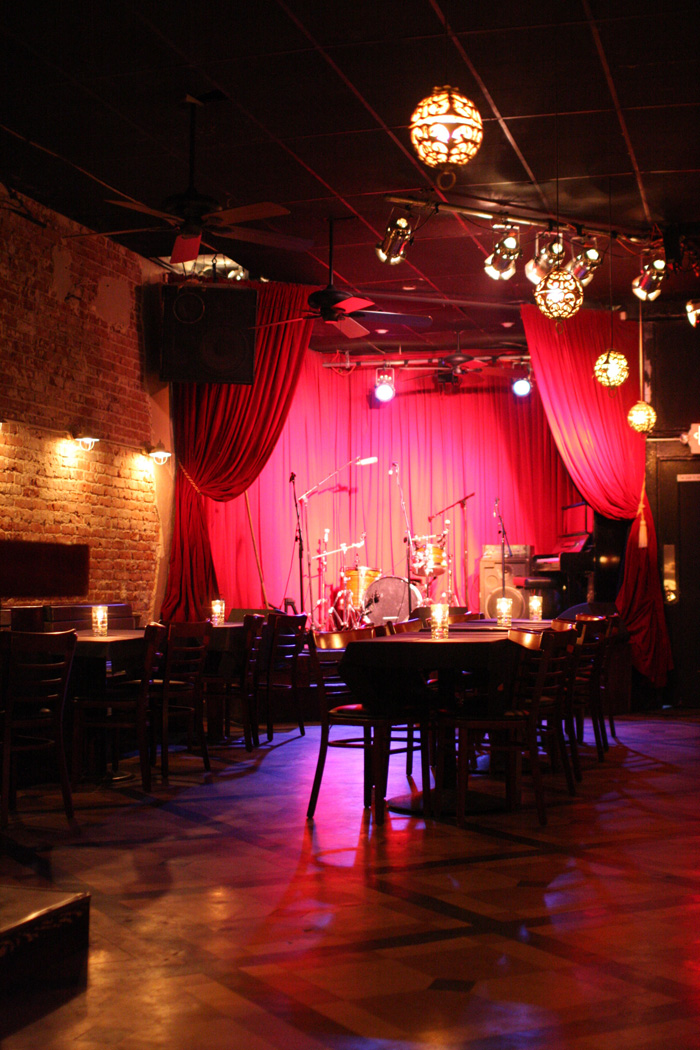

호텔 카페(The Hotel Café)는 할리우드에 위치한 공연장이다. 2000년대를 풍미한 새로운 싱어송라이터들을 발굴하면서 유명해졌다.

## 역사
2000년에 2명의 시나리오 작가 지망생이 창업한 까페로, 통기타를 연주하며 노래하는 여가수들이 모이면서 명성을 얻기 시작했다. 현재는 음반기획사이기도 하다.
수용인원은 165명이다.
호텔 카페 웹사이트는 오프라인 호텔 카페와 비슷한 역할을 하고 있다. 그레이스 아나토미의 음악 총괄자는 호텔 카페 웹사이트를 통해 드라마에 사용할 새로운 음악을 찾고, 아델 등의 여가수도 온라인 상으로 발굴되었다.